# Alice im Wunderland (1972)
Alice im Wunderland (Originaltitel Alice’s Adventures in Wonderland) ist ein britischer Musicalfilm von William Sterling aus dem Jahr 1972, der Lewis Carrolls Kinderbuch Alice im Wunderland filmisch verwertet. In der Titelrolle agiert Fiona Fullerton. Der Film weist auf der Besetzungsliste einige zu dieser Zeit sehr berühmte britische Schauspieler aus wie beispielsweise Michael Crawford in der Rolle des White Rabbit, Dudley Moore als Siebenschläfer, Ralph Richardson als Raupe, Flora Robson als Herzkönigin und Peter Sellers als Märzhase.

## Handlung
Alice befindet sich mit ihren Schwestern und Reverend Dodgson auf einem Picknick. Als der Reverend den Mädchen eine Geschichte vorliest, schläft Alice ein und fällt in ein tiefes Loch. Unten angekommen in einer verwirrenden neuen Welt, sieht Alice einen weißen Hasen, dem sie folgen will. Sie landet jedoch in einem Raum mit vielen verschlossenen Türen. Tatsächlich findet sie einen Schlüssel, mit dem sich die kleinste der Türen aufschließen lässt. Allerdings passt Alice nicht durch die Tür, da sie zu groß dafür ist. Glücklicherweise findet sie ein Fläschchen, dessen Inhalt sie schrumpfen lässt. Dann ergeben sich jedoch neue Schwierigkeiten. Letztendlich schafft Alice es aber und landet beim Haus des Weißen Kaninchens. Als sie dort etwas isst, wird sie übergangslos riesengroß. Das weiße Kaninchen kann sein Haus nicht betreten, da es von Alice ausgefüllt wird. Nachdem Alice wieder klein geworden ist, flieht sie in den Wald. Eine ziemlich mürrische Raupe hilft dem Mädchen, wieder seine normale Größe zu erreichen. Als Nächstes trifft Alice Tweedle Dee und Tweedle Dum, die sich gerade auf einen Kampf vorbereiten, aber von einer riesigen Krähe erschreckt werden.
Nach einiger Zeit gelangt Alice zu einem kleinen Haus, an dessen Tür zu ihrer Belustigung Frosch- und Fischmenschen stehen. In der Küche trifft Alice auf eine missmutige Herzogin und deren misshandeltes Kleinkind, einen geistesgestörten Koch, der mit Tellern um sich wirft und die Grinsekatze. Alice, der das Baby leidtut, nimmt es mit, als sie das Haus wieder verlässt. Zu ihrem Schrecken verwandelt es sich jedoch in ein Ferkel.
Kurz darauf findet sich Alice im Garten des Märzhasen wieder, wo eine Teeparty stattfindet, zu der auch der Siebenschläfer und der verrückte Hutmacher erschienen sind. Sie alle singen und tanzen. Nachdem Alice vom Hutmacher beleidigt wurde, verlässt sie das Fest und kehrt zurück in die Eingangshalle, wo sie abermals schrumpft. Durch eine kleine Tür gelangt Alice in den Palastgarten, wo sie auf Gärtner in Spielkartenform trifft, die rote Rosen malen. Nachdem Alice einer königlichen Prozession beigewohnt hat, führt ihr Weg sie zum Herzkönig und zur Herzkönigin. Ausgerechnet die Herzkönigin will unbedingt jemandem den Kopf abschlagen lassen. Sie fordert von Alice, mit den anwesenden Tieren und Menschen, die wie Spielkarten aussehen, Croquet zu spielen. Ein Igel stellt den Ball dar und ein Flamingo den Schläger. Als das Spiel beendet ist, werden alle von der Herzkönigin dazu verurteilt, zu sterben. Der Herzkönig spricht jedoch eine Begnadigung aus, womit das Spiel der Herzkönigin vorbei ist.
Die Herzkönigin will, dass Alice einen Greif besucht, der sie zum Schildkrötensupperich, halb Kalb, halb Meeresschildkröte, führen soll. Dieses Wesen soll Alice seine Lebensgeschichte und eine besondere Begebenheit aus der Schulzeit erzählen. Danach begleitet der Greif Alice zurück zum Schloss der Herzkönigin. Dort wohnt das Mädchen einer Gerichtsverhandlung bei, in der der Herzbube angeklagt ist, der Königin ihre Törtchen gestohlen zu haben. Der verrückte Hutmacher ist als Zeuge zugegen und auch Alice wird in den Zeugenstand gerufen. Sie ist inzwischen wieder so groß, dass sich Chaos ausbreitet. Aber zum Glück erwacht Alice in diesem Augenblick und sieht ihre Schwestern am Flussufer neben sich sitzen. Auf dem Weg nach Hause denkt Alice über ihren Traum nach und singt das Lied The Me I Never Knew.

## Produktion

### Produktionsnotizen
Dem von American National Enterprises präsentierten Film stand ein Budget von 2,5 Millionen US-Dollar zur Verfügung. Es handelt sich um einen Film der Joseph Shaftel Productions, vertrieben von Fox-Rank. Gedreht wurde in den Shepperton Studios in Shepperton in der Grafschaft Surrey im Süden Englands.
Das von Stuart Freeborn geschaffene Make-up basiert auf den Originalzeichnungen von John Tenniel aus der ersten Ausgabe des Buches. Robert Helpmann, der als verrückter Hutmacher zu sehen ist, war auch für die Choreografie verantwortlich. Diese Verfilmung ist sehr dicht an Carrolls Buchvorlage angepasst. So sind alle wichtigen Episoden und Charaktere auch im Film vorhanden, wobei die Dialoge teils wörtlich aus dem Originaltext übernommen wurden. Neu für den Film konzipiert wurden ein Prolog und ein Epilog.

### Soundtrack
Die Musiknummern stammen ganz überwiegend von John Barry und Don Black. Ein Original-Soundtrack-Album wurde von Warner Bros. Records veröffentlicht. 2005 erfolgte eine digitally remastered-Veröffentlichung durch Film Score Monthly.
| Nr. | Titel – Komponist/Texter – Vortragende(r)                                                                                         |
| --- | --- |
| 01. | The Duchess Is Waiting – John Barry/Don Black – Michael Crawford                                                                  |
| 02. | Curiouser And Curiourser – John Barry/Don Black – Fiona Fullerton                                                                 |
| 03. | You’ve To Know When To Stop – John Barry/Don Black – Davy Kaye                                                                    |
| 04. | The Royal Processions – John Barry                                                                                                |
| 05. | The Last Word Is Mine – John Barry/Don Black – Michael Crawford und Fiona Fullerton                                               |
| 06. | Digging For Apples – John Barry/Don Black – Freddie Earlie                                                                        |
| 07. | There Goes Bill – John Barry/Don Black – Freddie Earlie und Mike Elles                                                            |
| 08. | How Doth The Little Busy Bee – John Barry/Don Black – Fiona Fullerton                                                             |
| 09. | Dum And Dee Dance (Nursery Rhyme) – John Barry/Lewis Carroll/Don Black – Fiona Fullerton                                          |
| 10. | From The Queen An Invitation For The Duchess To Play Croquette – John Barry/Don Black – Peter O’Farrell und Ian Trigger           |
| 11. | The Duchess’ Lullaby – John Barry/Lewis Carroll/Don Black – Peter Bull und Patsy Rowlands                                         |
| 12. | It’s More Like A Pig Than A Baby – John Barry/Don Black – Fiona Fullerton                                                         |
| 13. | I See What I Eat – John Barry/Don Black – Robert Helpmann, Peter Sellers, Dudley Moore und Fiona Fullerton                        |
| 14. | Twinkle, Twinkle Little Bat – John Barry/Don Black – Robert Helpmann, Peter Sellers                                               |
| 15. | The Pun Song – John Barry/Don Black – Robert Helpmann, Peter Sellers, Dudley Moore und Fiona Fullerton                            |
| 16. | Off With Their Heads – John Barry/Don Black – Flora Robson                                                                        |
| 17. | The Croquet Game – John Barry |
| 18. | Off With Their Heads (Reprise) – John Barry/Don Black – Flora Robson                                                              |
| 19. | I’ve Never Been This Far Before – John Barry/Don Black – Michael Crawford und Fiona Fullerton                                     |
| 20. | The Moral Song – John Barry/Lewis Carroll/Don Black – Peter Bull                                                                  |
| 21. | The Me I Never Knew – John Barry/Don Black – Fiona Fullerton                                                                      |
| 22. | The Lobster Quadrille (The Mock Turtle’s Song) – John Barry                                                                       |
| 23. | Will You Walk A Little Faster, Said A Whiting To A Snail – John Barry/Lewis Carroll/Don Black – Michael Hordern und Mike Milligan |
| 24. | They Told Me (Evidence Read At The Trail Of The Knave Of Hearts) – John Barry/Lewis Carroll/Don Black – Michael Crawford          |

## Rezeption

### Veröffentlichung
Premiere hatte der Film am 20. November 1972 in Los Angeles in den USA. Im Vereinigten Königreich wurde er am 2. Dezember 1972 im Odeon Marble Arch zugunsten der Gurkha Welfare Appeal in Anwesenheit der englischen Königin und des Sängers Ringo Starr gezeigt. Allgemein lief er im Vereinigten Königreich am 22. April 1973 an, in Irland am 22. Dezember 1972, in den Niederlanden am 19. Juli 1973, in der Türkei im April 1974, in Spanien (Madrid) am 2. Dezember 1974 und in Polen am 12. September 2013 auf dem Polnischen Filmfestival in Gdynia. Veröffentlicht wurde er zudem in Australien, Brasilien, Frankreich, Griechenland, Ungarn, Italien, Portugal und in der Sowjetunion.
In Deutschland wurde der Film von Gloria-Farbfilm vertrieben. Es gibt diverse Veröffentlichungen auf DVD, allerdings nicht mit einer deutschen Tonspur.

### Kritik
Der Film kam zu einer Zeit in die Kinos, als es mit der britischen Filmindustrie nicht zum Besten stand. Der in den USA im Chinese Theatre in Hollywood uraufgeführte Film wurde von den Kritikern seiner Zeit mit herablassender Zurückhaltung aufgenommen und verschwand bald wieder aus dem Programm.
Bei Black Hole wurde besonders der wundervolle Soundtrack von John Barry hervorgehoben. Auch die für die damalige Zeit kniffligen Effekte wurden gelobt, was jedoch nicht für eine ziemlich ungeschickte Regie und die zufällige Natur von Alice’ verschiedenen Abenteuern entschädigen könne.
Cineoutsider bescheinigt Fiona Fullerton wenig schmeichelhaft, sie sei eine brauchbare Alice, aber eben ein wenig zu alt für die Rolle. Sie war 16, habe aber eine viel reifere Ausstrahlung gehabt, wohingegen die ursprüngliche Alice gerade einmal 10 Jahre alt war. Es gebe einen enormen Unterschied zwischen 10 und 16, wenn es um kleine Mädchen gehe. Wie sich dieser Klassiker seinen Status verdient habe, habe man nie verstanden. Kurzum Regisseur Sterling habe ein blasses Wunderland erschaffen.
Ganz anders sah das Derek Winnert, der von einem liebevoll gestalteten Film sprach. Der gut gespielte Film sei nett und angenehm und meist mit viel Charme, schönen Sets, Kostümen und gut fotografiert. Fiona Fullerton liefere eine hübsche und ansprechende Alice ab. Die stark besetzten Rollen mit britischen Schauspielern seien im Allgemeinen amüsant, teils sogar sehr unterhaltsam. Einschränkend hieß es, der Film sei nicht herausragend oder ganz besonders einprägsam.
DVD Beaver sprach von einer großen Enttäuschung, da überlegene stilistische Einstellungen und oft grandiose Effekte größtenteils durch das hinkende, leblose Tempo des Interim-Regisseurs William Sterling verschwendet werden würden. Gerügt wurde auch das Abarbeiten einzelner Punkte der Geschichte in einem Tempo, das die Vermutung nahelege, so viel wie möglich von der Vorlage in den Film stopfen zu wollen, aber trotzdem eine für Kinder noch zumutbare Laufzeit einzuhalten.
Auf der Seite Moria Science Fiction, Horror and Fantasy Film Review hieß es, diese Version sei nicht schlecht. Fiona Fullerton sorge für eine intelligente und auf eine nette Art selbstbeherrschte Alice, während sie eine Palette verschiedener Stimmungen durchlaufe. Carrolls Lieder seien so konzipiert worden, dass sie Dialog und Gesang einigermaßen effektiv verbinden würden.
Dem widersprach Keith Allen von Movierapture, der Fiona Fullertons Leistung als völlig zu vergessen einstufte. Optisch reiche der Film von charmant bis grausam. Weder Sets noch Kostüme seien realistisch und hätten eher den Anschein, als seien sie für eine Bühnenproduktion erstellt worden. Die Leistungen der Schauspieler seien ähnlich widersprüchlich. Eigentlich gebe es wenig in dem Film, dem man vorbehaltlos zustimmen könne.
Eine überwiegend positive Kritik bekam der Film von Alison Jane von Rock!Schock!Pop!, die bekannte ein riesiger Alice im Wunderland-Fan zu sein. Zwar bezeichnete sie Fullertons Leistung als desinteressiert und wenig an das helläugige kleine Mädchen voller Neugier erinnernd, das Walt Disney in unseren Köpfen gemalt habe, und erinnerte an Anne-Marie Mallik, die diese Rolle einzigartig gespielt habe. Wahrscheinlich sei Carrolls Vorstellung irgendwo zwischen diesen beiden zu finden. Abschließend hieß es: Dies sei ein Film, der echte Alice-Fans, britische Filmfans und alle, die das Gesamtbild zu schätzen wüssten, ansprechen würde. Lewis Carroll würde dieser von Anfang bis Ende fantastischen Präsentation sicherlich zustimmen.

### Auszeichnungen
- 1973: BAFTA Awards
  - Geoffrey Unsworth erhielt die Auszeichnung in der Kategorie „Beste Kamera“
  - Anthony Mendleson in der Kategorie „Bestes Kostümdesign“

## Comicversion in Belgien
Unter dem Titel Alice au pays des merveilles erschien 1972 zu Werbezwecken eine Comic-Version des Filmes in der belgischen Tageszeitung Le Soir. Greg schrieb das Szenario, das Dany und Dupa als Daluc sowie Turk und Bob de Groot als Turbo zeichnerisch umsetzten. Dany zeichnete die menschlichen und Dupa die tierischen Figuren. Turk übernahm die Hintergründe und Bob de Groot das Lettering. 1973 erschien beim Verlag Le Lombard ein Album mit der 44-Seitigen Geschichte.